# Stanislav Pavlovschi
Stanislav Pavlovschi (n. 24 ianuarie 1955, Florești, RSS Moldovenească, URSS) este un jurist și politician din Republica Moldova, unul dintre fondatorii Partidului Platforma Demnitate și Adevăr, participant activ în viața socială și politică din Republica Moldova, pledând pentru respectarea drepturilor omului și construirea statului de drept în Moldova.

## Studii
Din anul 1962 până în anul 1972 a învățat la școala din Florești. În anul 1976 a fost înmatriculat la Institutul Juridic de la Harkov, Ucraina, actualmente Universitatea Națională de Drept a Ucrainei, pe care l-a absolvit cu merite în anul 1980.

## Activitate profesională
În perioada 1980 - 1985 a fost încadrat în câmpul muncii în calitate de  anchetator și anchetator superior al procuraturii raionului Criuleni. Din 1985 - 2001 a lucrat anchetator pe cauzele excepționale, anchetator superior pe cauzele excepționale, șef adjunct al secției de anchetare a cauzelor excepționale și, ulterior, șef adjunct al Direcției Urmărire Penală a Procuraturii Generale.
În perioada 1996 - 2001 a activat în calitate de membru al Grupului Multidisciplinar Anti-corupție, instituit de către Consiliul Europei, unde a participat la elaborarea Convențiilor Civilă și Penală împotriva corupției.
În 2001 - 2008 a activat în calitate de Judecător la Curtea Europeană a Drepturilor Omului.
După întoarcerea în țară, a activat în calitate de lector la Institutul de Relații Internaționale din Moldova (IRIM), fiind numit și membru al Consiliului pentru dezvoltarea strategică al acestei instituții.
Din 2008 este avocat la Uniunea Avocaților din Moldova. Activează în cadrul Biroului asociat de avocați ”Corect”, Chișinău, Republica Moldova. A participat în mai multe proiecte ale Uniunii Europene privind reformarea sectorului justiției în Macedonia, Georgia,  Azerbaijan etc. 
Pe 08 iunie 2019 a fost numit ministrul al Justiției   în componența Guvernului Sandu, funcție din care a demisonat pe 23 iunie 2019. Stanislav Pavlovschi a menționat că „în perioada lucrului asupra Planului de Acțiuni în domeniul Justiției, eu am identificat mai multe incompatibilități de caracter personal, care, din păcate, potrivit Constituției Republicii Moldova fac imposibilă activitatea mea în calitate de Membru al Guvernului... Rămân atașat valorilor democratice, proeuropene, promovate de Platforma Demnitate și Adevăr și voi continua să le promovez în continuare în calitatea mea de vicepreședinte al Partidului Politic Platforma Demnitate și Adevăr”.
Pe 16 septembrie 2019 Stanislav Pavlovschi a demisionat din funcția de vicepreședinte al Platformei Demnitate și Adevăr, retrăgându-se din activitate politică.

## Onoruri
Deține titlul onorific "Om Emerit".